# Ashikita
Ashikita (芦北町, Ashikita-machi) est un bourg du district d'Ashikita, dans la préfecture de Kumamoto, au Japon.

## Géographie

### Démographie
Au 1er mai 2015, la population d'Ashikita s'élevait à 17 677 habitants répartis sur une superficie de 233,97 km2.